# Спектр кільця
Спектр кільця — множина простих власних ідеалів {\displaystyle {\mathfrak {p}}} кільця R. Зазвичай на спектрі задається топологія Зариського. Іноді розглядають максимальний спектр {\displaystyle \mathrm {Specm} (R)\,} — підпростір простору {\displaystyle \mathrm {Spec} (R)\,}, що складається із замкнутих точок. 

## Властивості
- Простір {\displaystyle \mathrm {Spec} (R)} несе пучок локальних кілець {\displaystyle {\mathcal {O}}(\mathrm {Spec} (R))} , званий структурним пучком. Для точки {\displaystyle {\mathfrak {p}}\in \mathrm {Spec} (R)} шар пучка {\displaystyle {\mathcal {O}}(\mathrm {Spec} (R))} над {\displaystyle {\mathfrak {p}}} — це локалізація {\displaystyle R_{\mathfrak {p}}} кільця R щодо {\displaystyle {\mathfrak {p}}}.

- Будь-якому гомоморфізму кілець {\displaystyle \varphi :A\rightarrow B}, що переводить одиницю в одиницю, відповідає неперервне відображення {\displaystyle \varphi ^{*}:{\mathfrak {p}}\mapsto \varphi ^{-1}({\mathfrak {p}})} . Якщо N — нільрадикал кільця А, то природне відображення {\displaystyle \mathrm {Spec} (R/N)\mapsto \mathrm {Spec} (R)} є гомеоморфізмом топологічних просторів.

- Для ненільпотентного елементу {\displaystyle f\in R} нехай {\displaystyle D(f)=\mathrm {Spec} (R)\setminus V(f)}, де {\displaystyle V(f)=\{{\mathfrak {p}}\in \mathrm {Spec} (R)|f\in {\mathfrak {p}}\}}. Тоді простори D(f) і {\displaystyle \mathrm {Spec} (R)_{(f)}}, де {\displaystyle (R)_{(f)}} — локалізація R відносно f, є ізоморфними. Множини D(f) називаються головними відкритими множинами. Вони утворюють базис топологічного простору {\displaystyle \mathrm {Spec} (R)} .
- Точка {\displaystyle {\mathfrak {p}}\in \mathrm {Spec} (R)} замкнута тоді і тільки тоді, коли {\displaystyle {\mathfrak {p}}} — максимальний ідеал кільця R.

- Зіставляючи точці {\displaystyle {\mathfrak {p}}} її замикання {\displaystyle {\overline {\mathfrak {p}}}} в {\displaystyle \mathrm {Spec} (R)\,}, одержується взаємно однозначна відповідність між точками простору {\displaystyle \mathrm {Spec} (R)\,} і множиною замкнутих незвідних підмножин в {\displaystyle \mathrm {Spec} (R)\,}.
- Простір {\displaystyle \mathrm {Spec} (R)\,} є квазікомпактним, але, як правило, не є гаусдорфовим. Розмірністю простору {\displaystyle \mathrm {Spec} (R)\,} називається найбільше n, для якого існує послідовність відмінних замкнутих незвідних множин {\displaystyle Z_{0}\subset \ldots \subset Z_{n}\subseteq \mathrm {Spec} (R)}.

- Багато властивостей кільця R можна охарактеризувати в термінах топологічного простору {\displaystyle \mathrm {Spec} (R)\,}. Наприклад кільце R нетерове тоді і тільки тоді, коли {\displaystyle \mathrm {Spec} (R)\,} — нетеровий простір; простір {\displaystyle \mathrm {Spec} (R)\,} є незвідним тоді і тільки тоді, коли кільце R/N є областю цілісності; розмірність {\displaystyle \mathrm {Spec} (R)} збігається з розмірністю Круля кільця R і т.д.
- Для кожної підмножини {\displaystyle U\subset \mathop {\mathrm {Spec} } (R)} яка є одночасно відкритою і замкнутою у топології Зариського існує єдиний ідемпотент {\displaystyle e\in R} для якого {\displaystyle U=D(e)}. Таким чином одержується бієкція між підмножинами {\displaystyle U\subset \mathop {\mathrm {Spec} } (R),} що є одночасно відкритими і замкнутими і ідемпотентами {\displaystyle e\in R}.
- Нехай {\displaystyle \mathop {\mathrm {Spec} } (R)=U\amalg V} де {\displaystyle U} і {\displaystyle V} є відкритими (і, відповідно, також замкнутими) підмножинами. Тоді {\displaystyle R\cong R_{e}\times R_{1-e}} {\displaystyle e\in R} для якого {\displaystyle U\cong \mathop {\mathrm {Spec} } (R_{e})} і {\displaystyle V\cong \mathop {\mathrm {Spec} } (R_{1-e}).}